# Escuadrón 438 de Helicópteros Tácticos

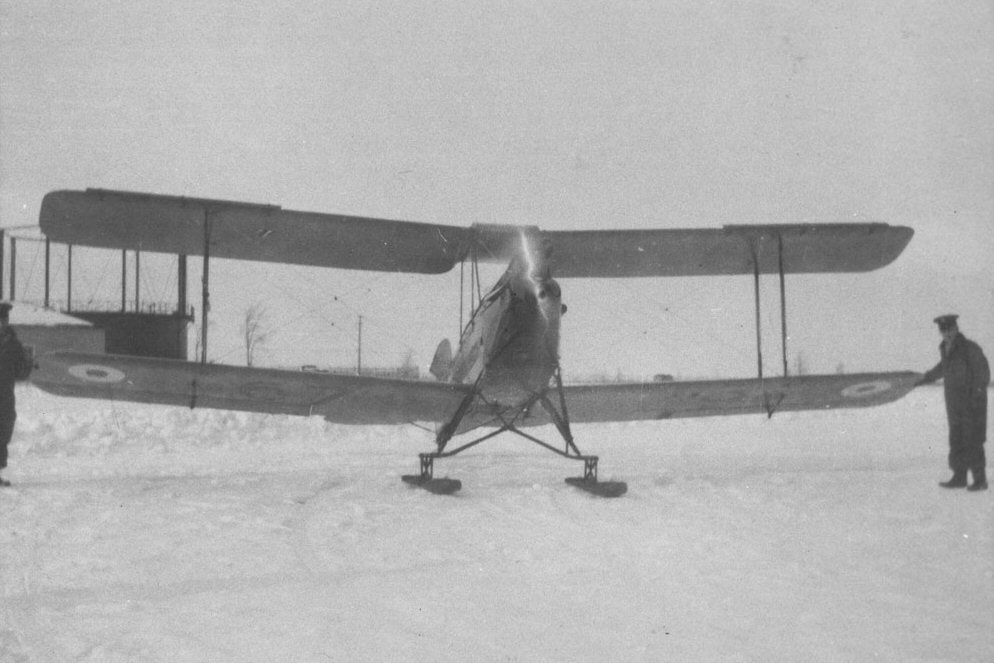
DH60 Gypsy Moth #67 del Escuadrón 118 durante las operaciones de invierno en St-Hubert, Québec en 1937.

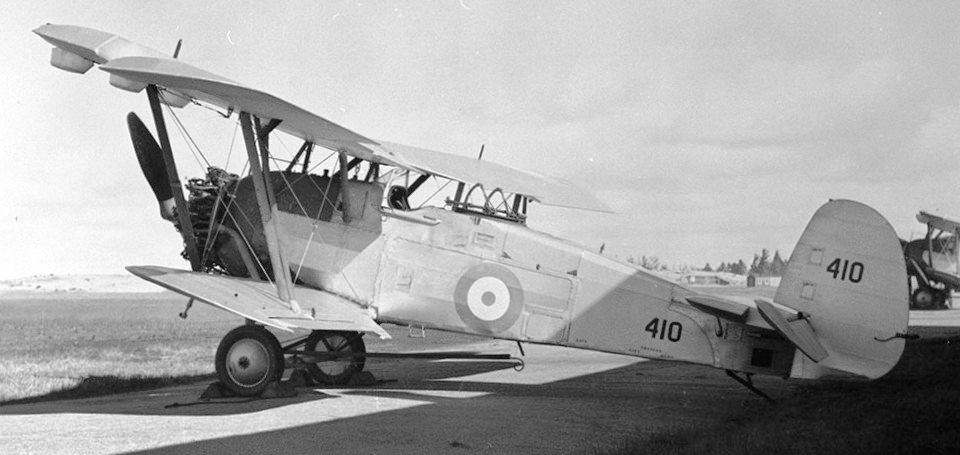
Armstrong Whitworth Atlas #410 del Escuadrón 118 en St-Jean, Nuevo Brunswick, en 1940.

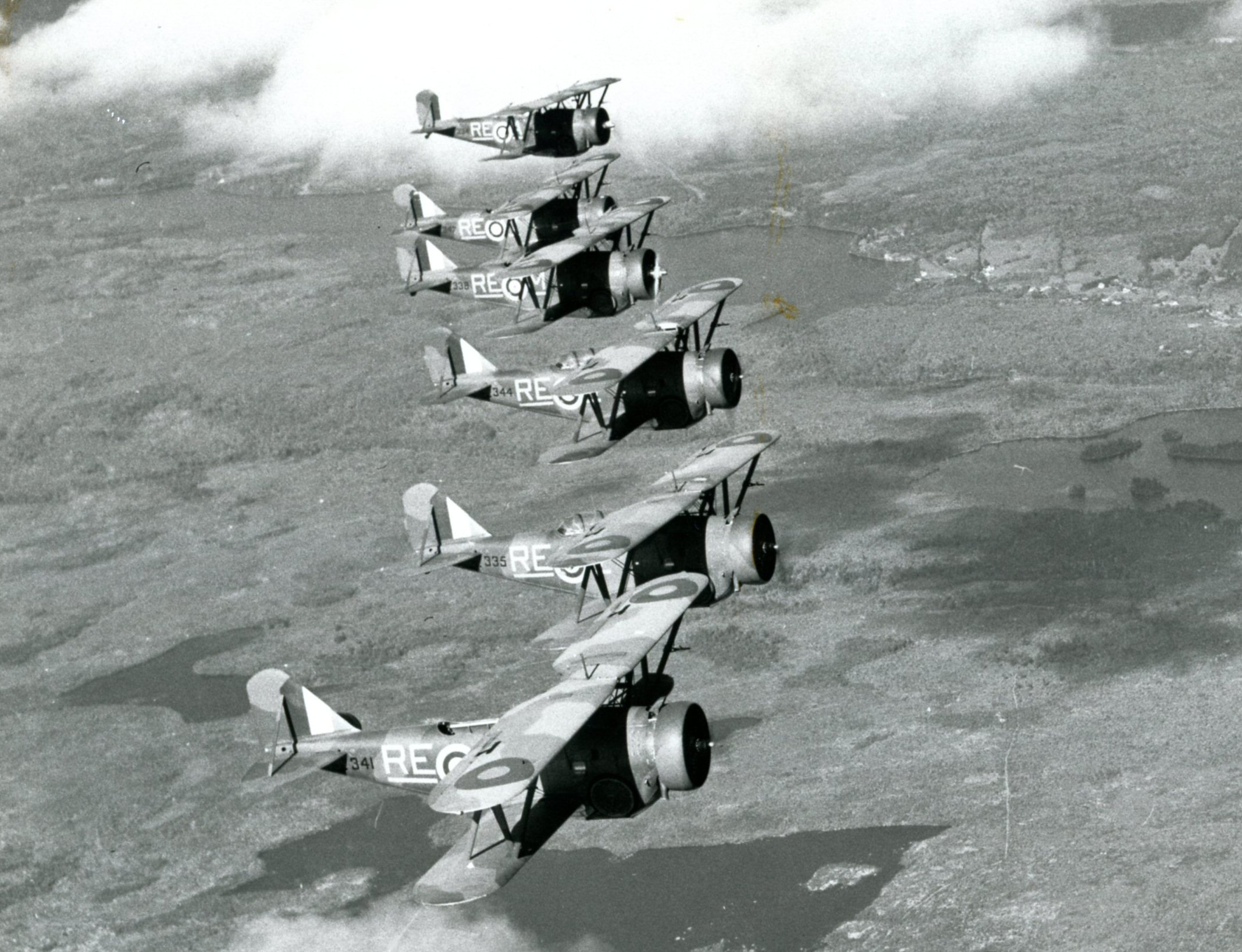
Grumman Gobblins del Escuadrón 118 cerca de Dartmouth, NS, en 1941.

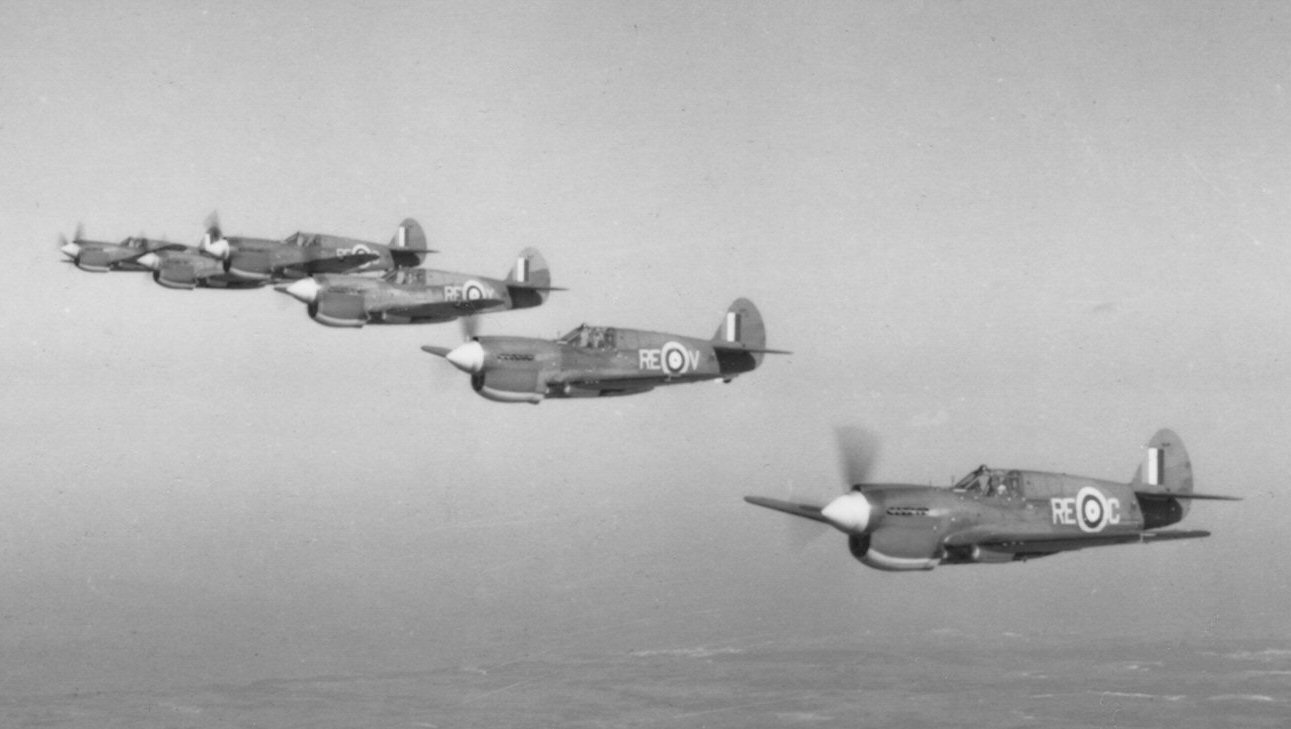
Kittyhawks del Escuadrón 118 cerca de Dartmouth, Nueva Escocia, en abril de 1942

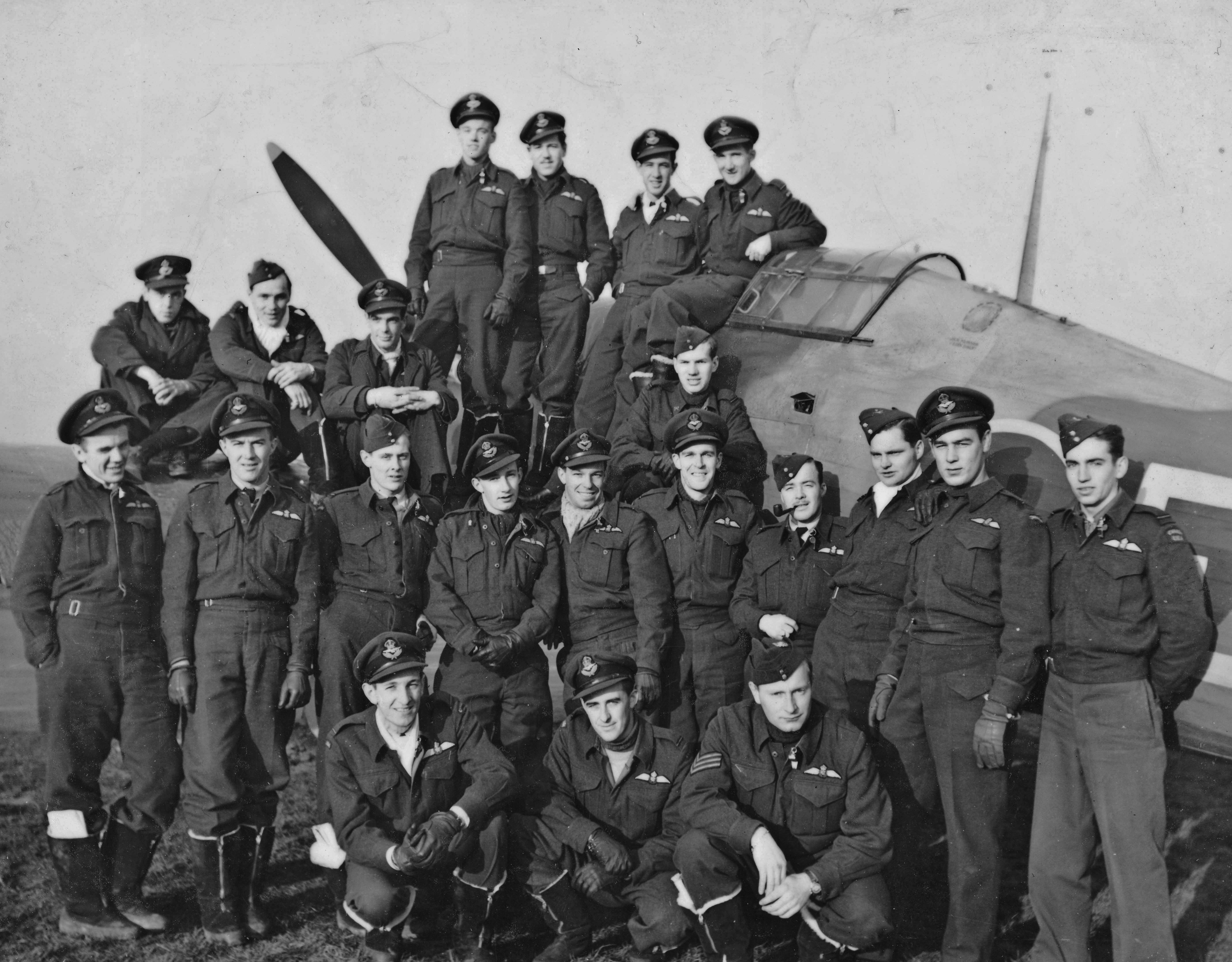
Pilotos del Escuadrón 438 llegando recién a Ayr, Escocia, sobre un cazador Hurricane, enero 1944.

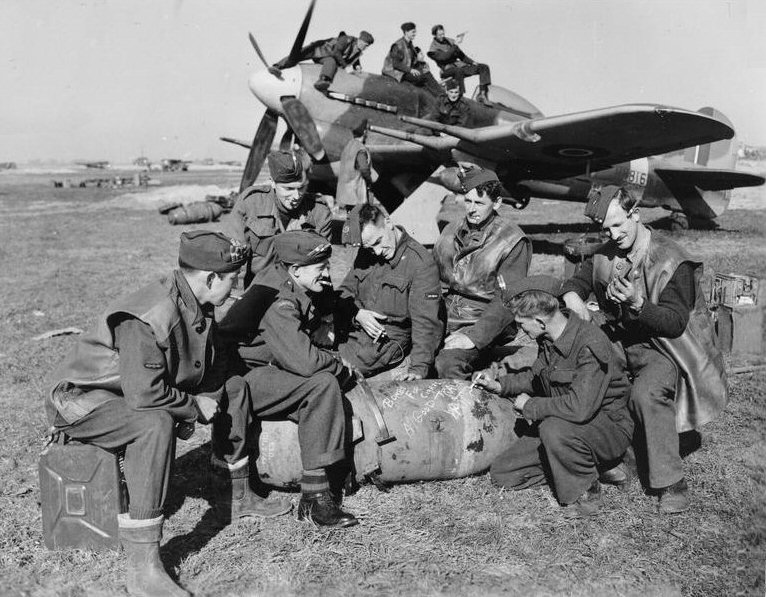
Personal del Escuadrón 438 en tierra frente a un cazador-bombardero Typhoon, Eindhoven, en 1945.

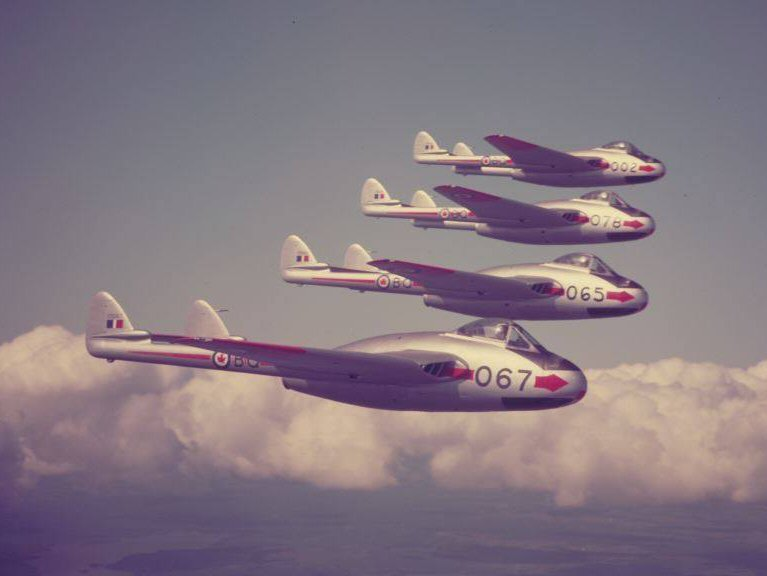
Foto de Havilland Vampiros MK.III del Escuadrón 438 en formación (circa 1952).

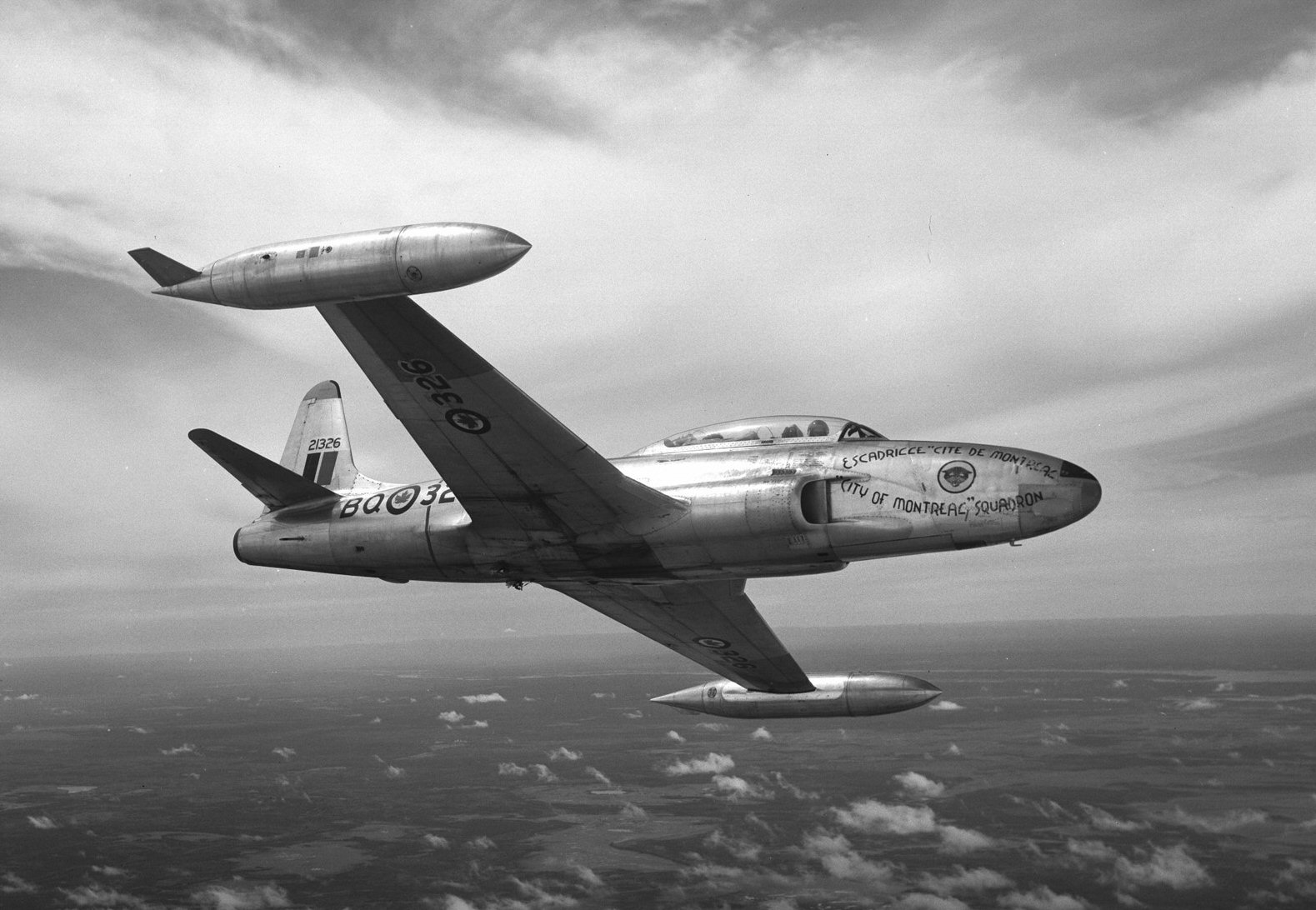
Silver Star MK.III del Escuadrón 438 por encima de St-Hubert, Québec (circa 1956).

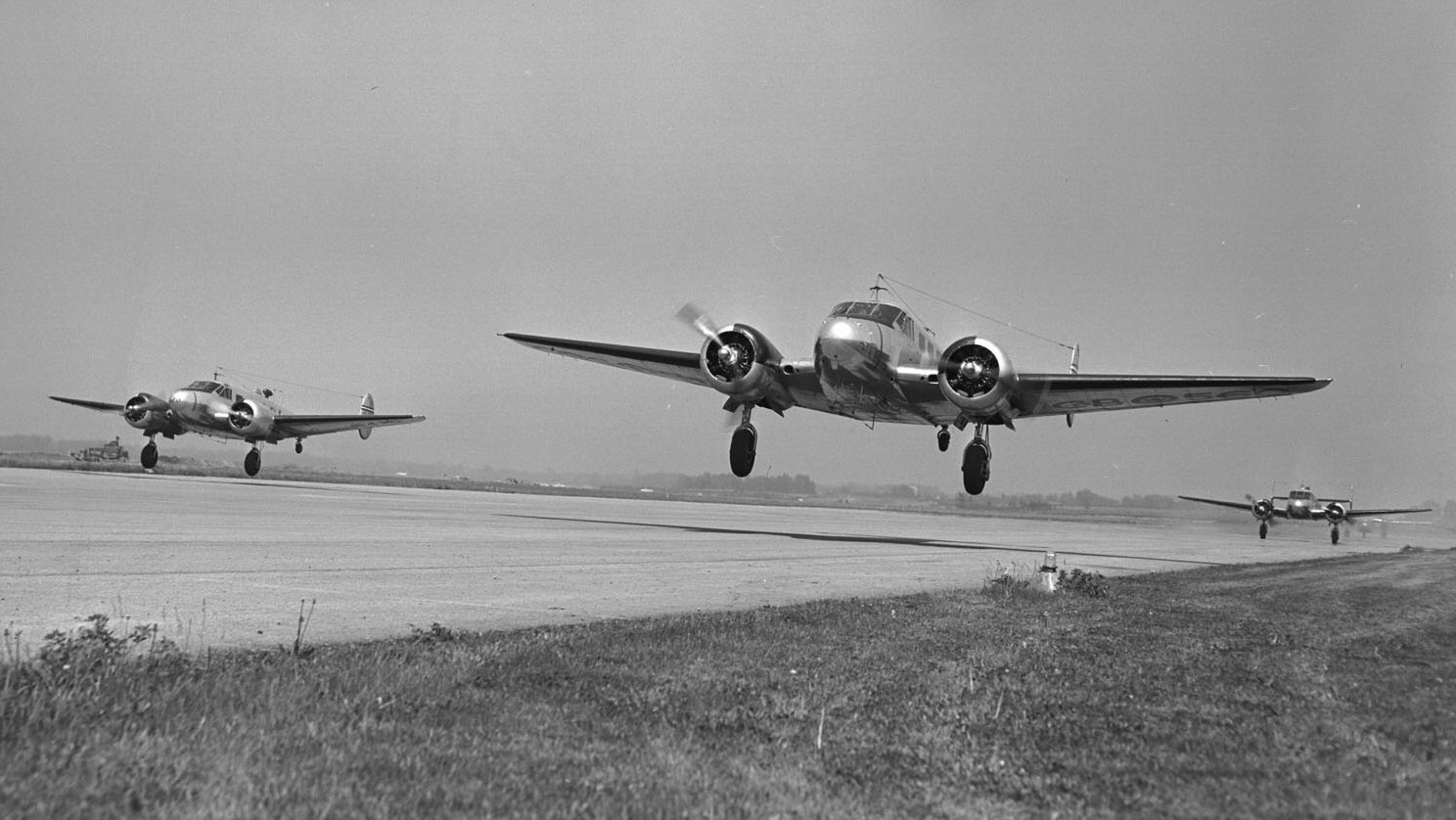
Expeditors al aterrizaje de la estación de la ARC St-Hubert (circa 1960).

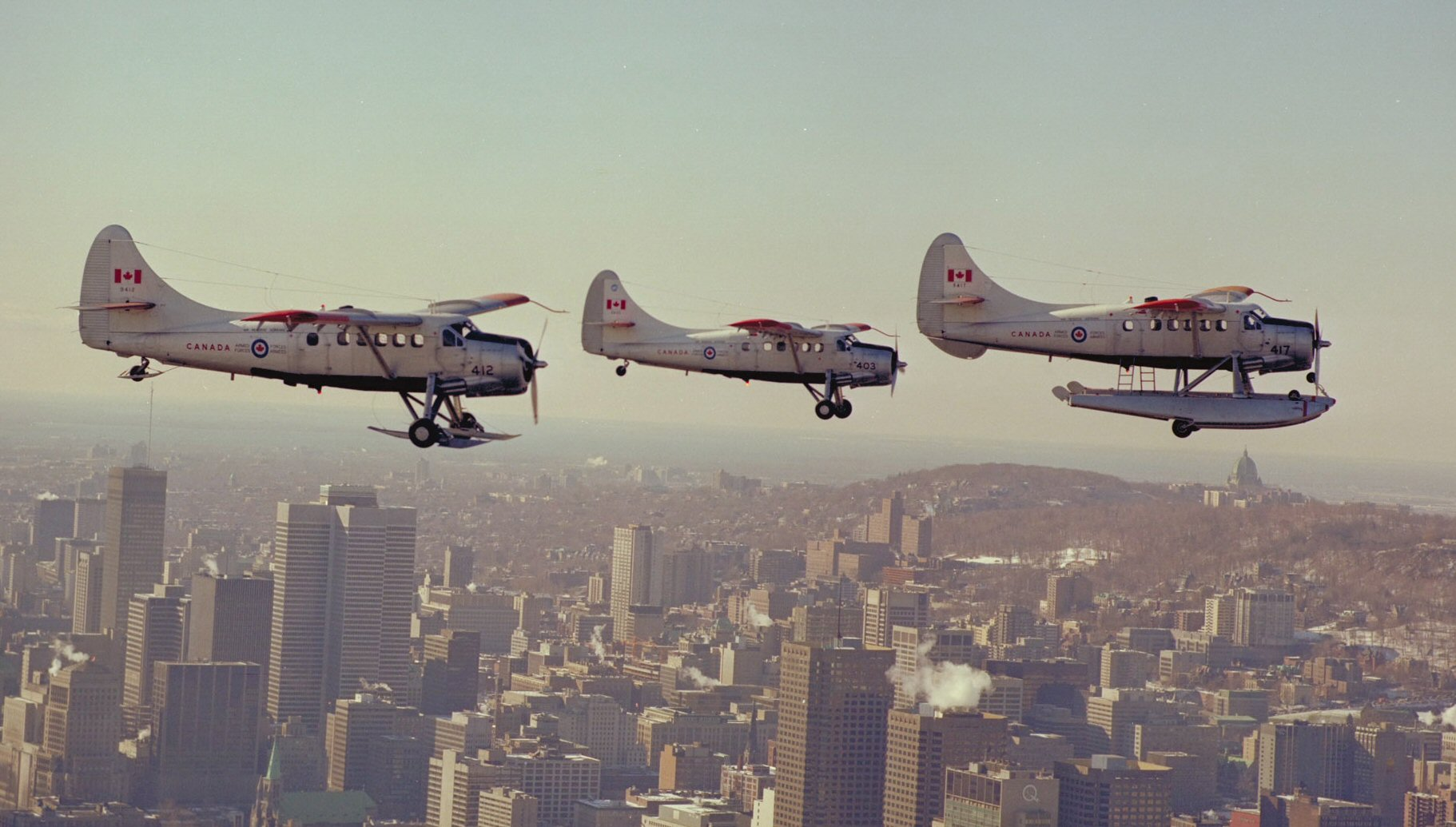
DHC Otters del Escuadrón 438 por encima de Montreal demostrando las 3 posibles configuraciones del tren de aterrizaje (circa 1976).

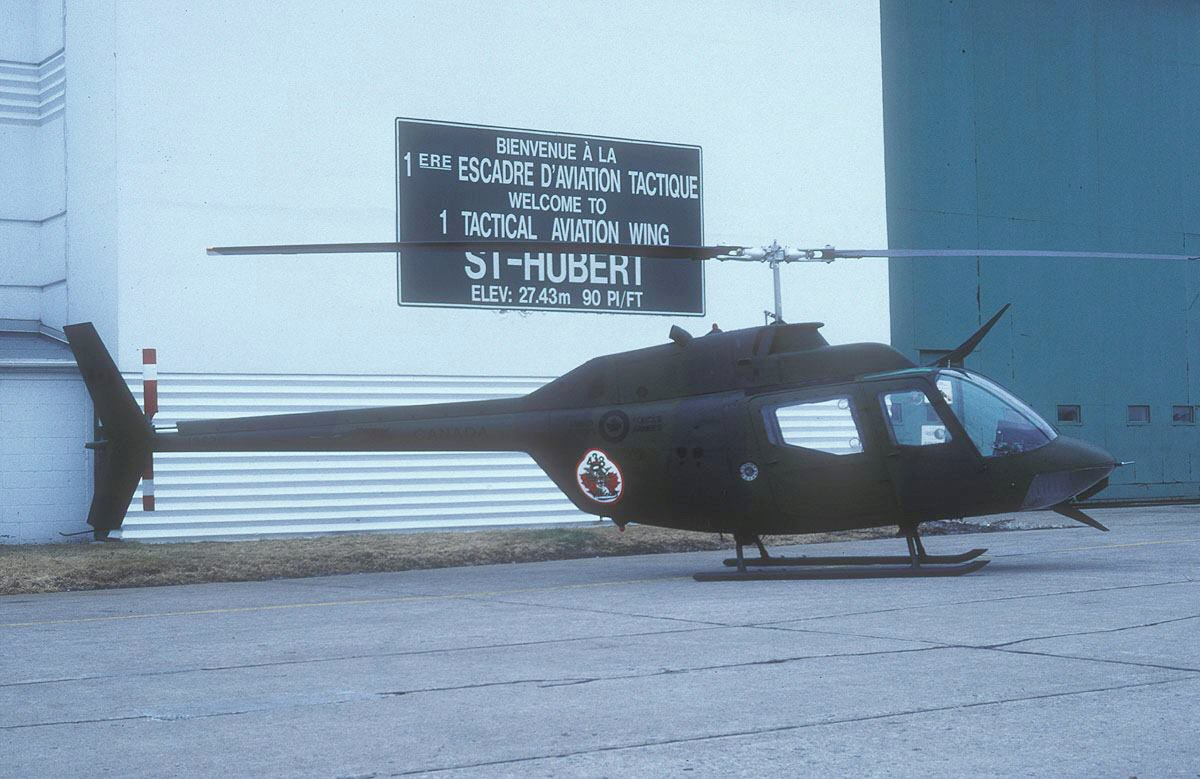
CH-136 Kiowa del Escuadrón 438 sobre la rampa en St-Hubert (circa 1994).

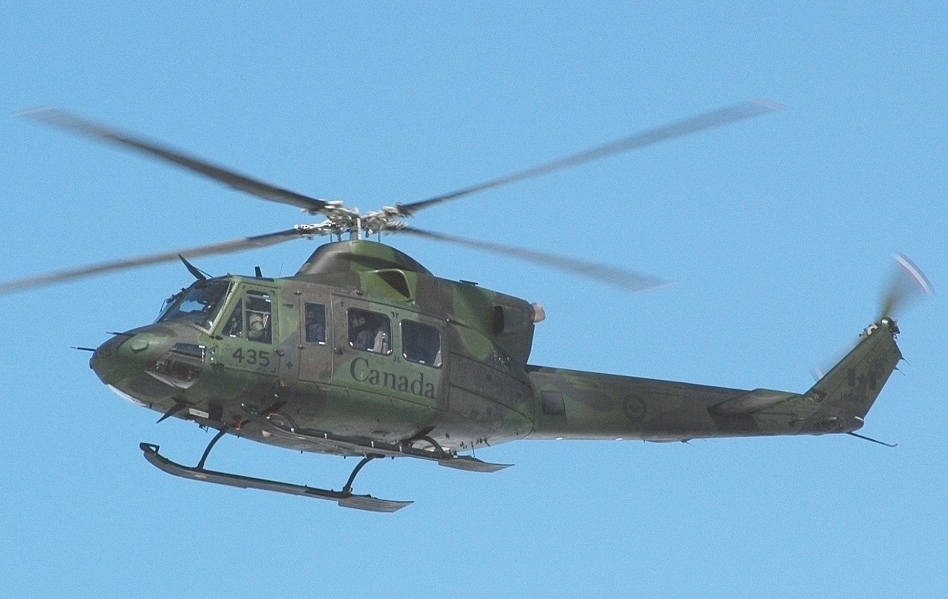
El Escuadrón 438 usa el CH-146 Griffon desde 1995.

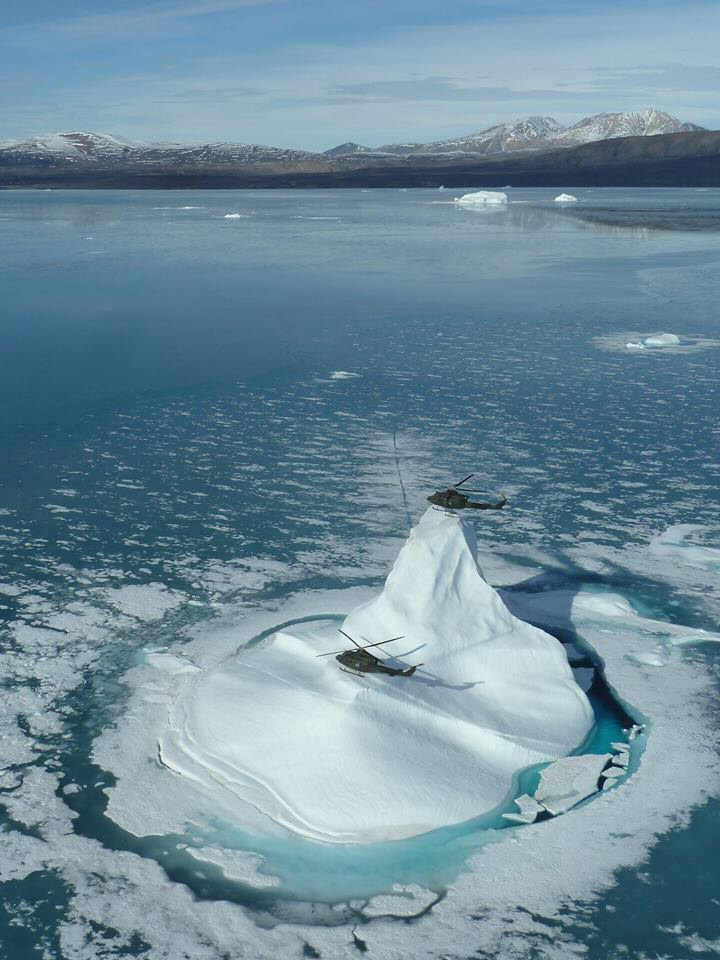
Griffons del Escuadrón 438 al Fjord Otto en Nunavut.

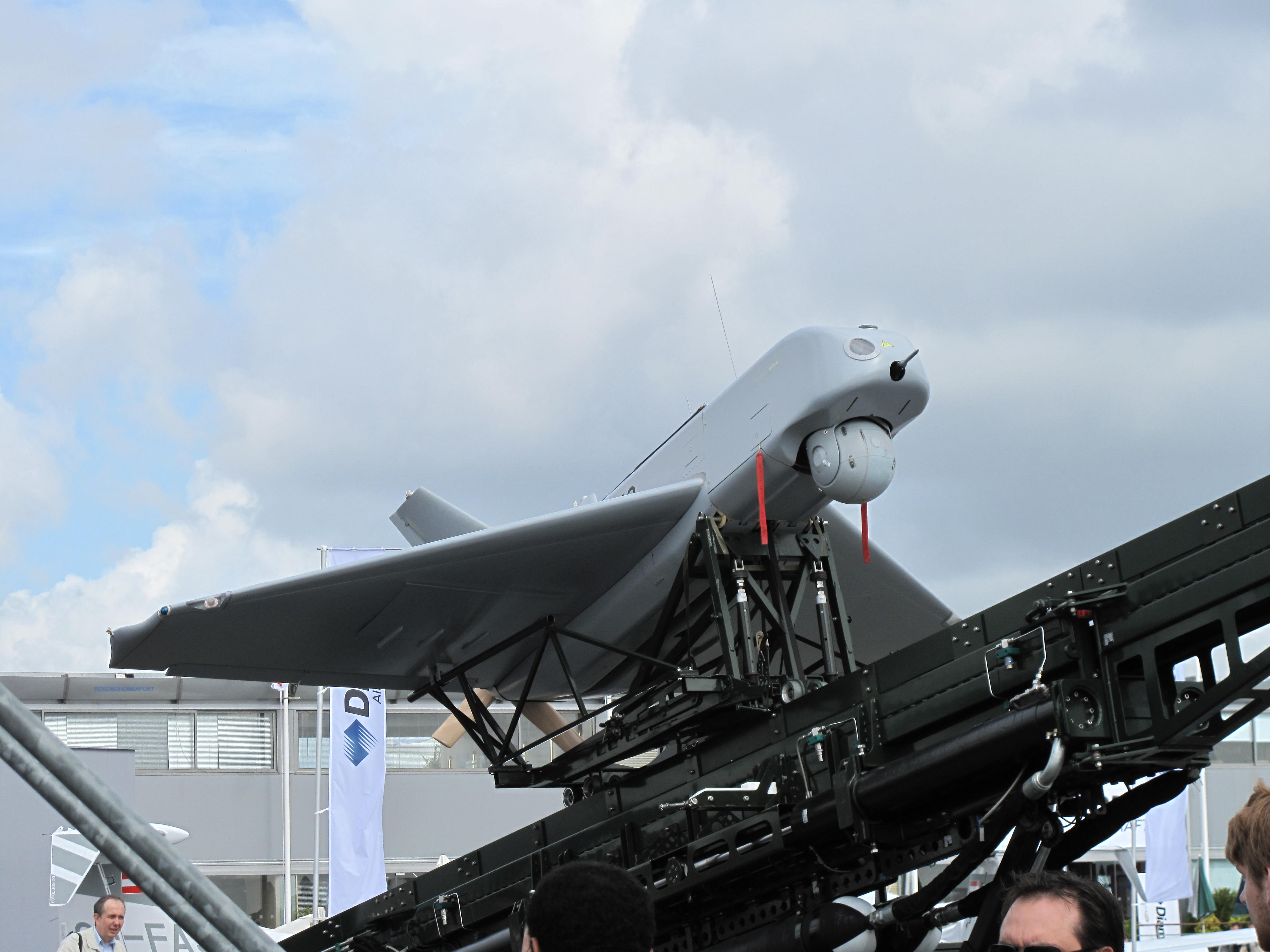
Sagem CU-161 Sperwer.

El 438mo Escuadrón táctico de helicópteros "Ciudad de Montreal" (English: 438 "City of Montreal" Tactical Helicopter Squadron, Française: 438e Escadron tactique d'hélicoptères «Ville de Montréal» ) es una unidad de la Real Fuerza Aérea Canadiense (RFAC). En la actualidad, el escuadrón usa el helicóptero táctico CH-146 Griffon desde el hangar Hartland de Montarville Molson del acuartelamiento St-Hubert en Quebec, Canadá. Sus tareas comprenden: el transporte táctico armado y no armado, la formación del personal navegante en las tácticas básicas y avanzadas de aviación, la formación técnica del personal terrestre y de los ingenieros de vuelo. Así como de la revisión periódica de los equipos de la flota de CH-146. Adicionalmente se encargan de la investigación y de salvamento, el reconocimiento y el apoyo en el mantenimiento de la paz a organismos civiles tanto federales como provinciales. Es una unidad de « Fuerza total » compuesta por miembros de la Fuerza regular y de reservistas a tiempo completo o parcial, el escuadrón 438 forma parte de la 1.ª Escuadra de la base de las Fuerzas canadienses Kingston, Ontario y está dirigido por el Teniente Coronel Stéphane St-Onge.
El lema «Going Down » es decir « Bajamos » fue adoptada durante la Segunda Guerra Mundial cuando los miembros del escuadrón al mando de los cazadores-bombarderos Hawker Typhoon se encontraban volando sobre la Europa ocupada. "Going down" era la instrucción del jefe de escadra: había que comenzar los ataques con bombas, cañones o ambos.
La insignia de la unidad contiene un gato montés porque representa el sobrenombre dado a los miembros del escuadrón, los «Wildcats».
Durante el transcurso de la historia, al escuadrón se le atribuyen los siguientes Honores de batalla:
- Fortaleza Europa 1944
- Normandía 1944
- Arnhem
- Rin
- Francia y Alemania 1944-1945

## Periodo Preguerra

### Formación
La formación del escudrón se le atribuye a los esfuerzos constantes de Adelardo Raymond, hombre de negocios de Montreal y piloto veterano de la Primera Guerra Mundial, y del periodista de La Presse Lionel Saint-Jean que era el presidente de la Liga de Aviación de Quebec. Estos hombres colaboraron estrechamente a partir de mayo de 1934 en la elaboración de una solicitud oficial para que ser formara un escuadrón de aviación de reserva que estuviera atado a la milicia. Esto ya existía en otras ciudades del país como Toronto, Winnipeg y Vancouver. Esta demanda oficial fue presentada el 18 de junio de 1934 en una carta al General de brigada W.W.P. Gibsone, comandante del Distrito Militar número 4 y contaba con las firmas de varios empresarios y políticos locales. Decía así:
« Estamos particularmente orgullosos de declarar que el grupo que representamos es francocanadiense.  Nosotros, Canadienses hablantes de francés, queremos, a través de este gesto, afirmar una vez, nuestro patriotismo hacia nuestro país. Queremos que esta escuadra esté compuesta por francocanadienses… »
El 27 de julio, el Capitán del grupo G.M. Croil, mayor oficial de la Real Fuerza Aérea Canadiense, se encontró con el señor St-Jean y una decena más de firmantes. Sobre una lista de 31 pilotos calificados los cuales varios eran veteranos de 1914-18, retuvo 14 que formarían el núcleo inicial de la nueva unidad. Fue el 1 de septiembre de 1934 que la unidad estuvo autorizada en Montreal, Quebec como escudrón de bombardeo número 18 (auxiliar). Al principio hubo un contingente autorizado de 66 miembros y que estuvo bajo el mando administrativo temporal del lídel de escuadrón Charles-Émile Trudeau, recomendado por el General de Brigrada Gibsone.

### Primeros vuelos
Después del reclutamiento y entrenamiento del personal superior que formaba la estructura base del Escuadrón, las operaciones de entrenamiento de vuelo comenzaron en mayo de 1936 desde St-Hubert en la costa sur de Montreal después de la recepción de los dos primeros aviones Havilland DH.60 Moth. El Líder de Escuadrón Marcel Dubuc, veterano piloto de combate, fue nombrado primer comandante ese mismo mes.
La unidad fue renombrada Escuadrón número 118 (Bombardeo) el 17 de noviembre de 1937, en el marco de una reestructuración de los escuadrones de la Real Fuerza Aérea Canadiense. Dos aviones Moths adicionales llegaron en 1938 y los miembros del escuadrón ascendieron a 114 efectivos.

## Segunda Guerra Mundial

### Cooperación en la artillería costera
La unidad fue rebautizada como Escuadrón número 118 de Cooperación de la Artillería Costera el 1 de septiembre de 1939. Fue activada para el servicio voluntario en tiempo de guerra el 3 de septiembre y reubicada en Saint Jean, Nuevo Brunswick, el 28 de octubre. Asimismo absorbió al Escuadrón número 117 que funcionaba allí. Esto contribuyó con miembros del personal del Escuadrón número 2 (Cooperación del Ejército) y sus aviones Atlas. Estos refuerzos formaron el nuevo Escuadrón A y operaron desde el aeropuerto de Halifax hasta el 31 de marzo de 1940. En esa fecha fueron reubicados en la estación de Dartmouth.
El escuadrón fue equipado con naves Westland Lysanders y Blackburn Sharks las cuales estaban mejor adaptados para patrullar la costa. Estas tenían la capacidad de detectar todo signo de actividad naval enemiga y dirigir la artillería costera. Los Westland Wapiti fueron tomados del Escuadrón número 10 (Bombardeo). Los Wapitis fueron usado sólo algunos meses hasta que más Atlas estuvieron disponibles.
Después cerca de un año de patrullajes costeros ocasionales, de ejercicios de bombardeo en picado con baterías del ejército y artilleros antiaéreos navales, entrenamientos de artillería aérea y de tareas de fotografía aérea, el escuadrón fue desactivado temporalmente el 27 de septiembre de 1940, a la espera de aviones más modernos.

### Cazadores de la Costa Atlántica
El Escuadrón fue reactivado en Rockliffe, Ontario, el 13 de enero de 1941 bajo la nueva designación de Escuadrón Número 118 (Caza) que fue equipado con el Canadian Car and Foundry Grumman Goblin.
La unidad se trasladó al cuartel de Dartmouth, Nueva Escocia, en julio del mismo año, constituyendo el único escuadrón de caza disponible para la defensa de la costa este canadiense. En octubre de 1941 se produjo una modernización con la llegada del Curtiss Kittyhawk, que vinieron a sustituir al obsoleto Goblin.
La Real Fuerza Aérea CanadienseReal Fuerza Aérea Canadiense se enfrentó una grave escasez de cazadores de primera línea tras enviar sus Hawker Hurricanes a Reino Unido con el Escuadrón número 1 (Caza). Por estas razones, 50 Sea Hurricanes construidos en Canadá y destinados a la Royal Navy británica fueron retenidos al país. Todos fueron otorgados al Escuadrón 118 en noviembre de 1941.
A pesar de que muchos se habían guardado, una «Cuadrilla Huracán» se formó con estos aviones y más de una docena de ellos se pilotearon regularmente por el personal del escuadrón. A su vez utilizaban simultáneamente un efectivo completo de Kittyhawks, Sea Hurricanes, algunos Harvards y Gobblins hasta en enero de 1942. Estos Sea Hurricanes equipados de Catapulta de aviones y de gancho de parada estaban pintados bajo el esquema de la Fleet Air Arm británica en tonos grises oscurecidos con ROYAL NAVY pintada sobre los lados del fuselage, parecían fuera de su elemento sobre una rampa de la RFAC. El 27 de abril de 1942, los Sea Hurricanes, con muchas de sus modificaciones navales suprimidas, así como de numerosos miembros del personal de la «Cuadrilla Huracán» formaron el núcleo del Escuadrón número 126 (Caza) nuevamente en Dartmouth. Esta nueva unidad estaría temporalmente bajo el mando del Teniente de vuelo Arthur Yuile quien había sido el responsable de la cuadrilla.
Un acontecimiento notable, ocurrió el 16 de enero de 1942, cuando dos Kittyhawks del Escuadrón número 118 detectaron y atacaron un submarino alemán en la superficie a 10 millas de la costa aproximadamente entre Halifax y Sydney. Fue el Teniente de vuelo W.P. Roberts quien condujo el Kittyhawk AK851 y quien pudo disparar seis rachas y obtener varios aciertos en torno a la torreta antes de que el submersible desapareciera bajo las olas.
El código del escuadrón impreso sobre todos los aviones de la unidad era "RE". Este se usó desde enero de 1941 hasta mayo de 1942 cuando se cambió a "VW".

### Cazadores de la Costa Pacífica
La entrada de Estados Unidos en la guerra trajo como consecuencia el ataque japonés sobre Pearl Harbor, por lo que el gobierno canadiense del Primer ministro Mackenzie King ofreció apoyo militar naval y aéreo con el fin de incrementar las capacidades estadounidenses y limitar la expansión japonesa en Islas Aleutianas. Dos escuadrones de cazadores y de bombarderos ligeros fueron enviados para servir sobre la costa del Pacífico, los escuadrones "X" y "Y" estuvieron compuestos de cazadores Kittyhawks y de bombarderos ligeros de marca Bolinbrokes bajo el mando del Comandante Occidental (Western Air Command) de la RFAC. El 118 se unió en ese momento al Escuadrón Número 115 (Bombarderos).
Para este vuelo transcontinental histórico, el 118 fue dirigido por el Teniente de vuelo Arthur Yuile, quien luego fue promovido a Líder de Escuadrón. El Líder de Escuadrón Hartland Molson, comandante del 118, y veterano piloto de Hurricane de la Batalla de Inglaterra, se quedó en Dartmouth y tomó el mando del Escuadrón Número 126 (Caza).
El Escuadrón 118 abandonó Dartmouth la mañana del 6 de junio de 1942 para un viaje épico de casi de 6 500 km sobre la isla Annette en Alaska. Ellos se reabastecieron de combustible en Penfield Ridge, Nuevo Brunswick; St-Hubert, Quebec; North Bay, Ontario; Porquis Junction, Ontario; Winnipeg, Manitoba; Saskatoon, Saskatchewan; Edmonton, Alberta y Príncipe George, Columbia Británica. Llegaron el 21 de junio, con el "Escuadrón A" armados y abastecidos de combustible listo para la acción. La travesía del cruce del continente norteamericano en una época en la que las ayudas a la navegación y a las instalaciones de apoyo eran bastante limitadas merece ser incluida en los anales de la aviación militar canadiense. El escuadrón se trasladó a Sea Island, Columbia Británica el 20 de agosto de 1943 y permaneció allí hasta que se ordenó ir a altamar.
Lamentablemente, cinco pilotos murieron en accidentes que no estaban ligados a combates durante este periodo de defensa continental.

### Cazador-bombarderos – Europa
Dejando sus Kittyhawks detrás, los 142 miembros del Escuadrón atravesaron Canadá por tren y se han embarcado el 2 de noviembre de 1943 hacia Halifax para salir a Reino Unido. El Escuadrón fue nuevamente rediseñado, esta vez como Escadron número 438 (Cazador-bombarderos) desde su llegada a los cuarteles de la Real Fuerza Aérea Británica (RFAB) de Digby en Lincolnshire el 18 de noviembre. Los escuadrones de la Real Fuerza Aérea Canadiense fueron así renumerados entre los números 400 y 449 con el fin de evitar confusión con otras unidades del Imperio británico que también operaban para el Reino Unido. El nuevo código del escuadrón fue "F3", el cual mantuvo hasta el final de las hostilidades en Europa. El escuadrón aterrizó en la estación de la Real Fuerza Aérea Británica en Ayr, Escocia el 10 de enero de 1944. Ahí los pilotos aprendieron a conducir el Hawker Hurricane, lo cual facilitó su futura transición hacia el potente cazador-bombardero Hawker Typhoon. El ahora Escuadrón 438 era parte de los únicos tres escuadrones de Typhoon de la Real Fuerza Aérea Canadiense que juntos formaban el Escuadrón 143 de la Real Fuerza Aérea Canadiense, y asimismo eran parte de la segunda Fuerza aérea táctica del país.
A mediados de marzo del mismo año, el escuadrón 438 comenzó las operaciones ofensivas en el Canal de la Mancha contra las estaciones RAF Hurn y Funtington. A raíz del Día D, su tarea principal fue apoyar de cerca a las fuerzas terrestres aliadas bombardeando fortalezas enemigas, puentes, tráfico ferroviario y automotor. Debido a que las líneas del frente iban avanzando hacia el interior, el 27 de junio, el Escuadrón fue trasladado al aeródromo delantero B-9 Lantheuil en Francia. Lamentablemente y como consequencia de que esta base todavía se encontraba al alcance de la artillería alemana, el oficial de vuelo Ross Johnson, un piloto de apenas 21 años, murió debido a un bombardeo dirigido a su vehículo de motor el 15 de julio.
A partir de entonces, los Wildcats se trasladaron de un aeródromo a otro siguiendo las líneas del frente y adentrándose más y más en Europa. De esta manera, llegaron a B.24 St André, el 31 de agosto; a B.48 Glisy, el 3 de septiembre; y a B.58 Melsbroek, el 6 de septiembre, justo a tiempo para participar en la Operación Market Garden. Luego de eso, el Escuadrón 438 se trasladó a Eindhoven el 26 de septiembre, donde llegaron a un aeródromo que había sido abandonado recientemente por el enemigo como resultado de esta operación.
Tiempo más tarde, el 1 de enero de 1945, el escuadrón perdió a su nuevo Comandante en Jefe Interino, Peter Wilson el mismo día que había asumido el mando. Esto ocurrió durante la Operación Bodenplatte de la Luftwaffe contra los aeródromos aliados.
El 19 de marzo de 1945, habiendo estado casi 6 meses en Eindhoven, Países Bajos, y con la guerra a punto de finalizar, el Escuadrón fue retirado de las operaciones de combate y regresó a la estación de la RAF Warmwell. Allí realizaron operaciones de entrenamiento de servicio en el lanzamiento de cohetes. Cabe destacar que los escuadrones canadienses Typhoon no usaron esta arma durante el combate, sino que prefirieron atacar con bombas que más tarde les valieron el apodo " Bombfones ". Fue durante la estancia en este campo de entrenamiento que el comandante de escuadrón James Easson Hogg, veterano y último comandante del Escuadrón en la Segunda Guerra Mundial, no pudo evitar una inmersión y se estrelló contra el Canal de la Mancha, por lo que murió instantáneamente. El escuadrón volvió a la acción el 3 de abril en Alemania, esta vez al B.100 Goch, al B.150 Hustedt el 21 de abril, y finalmente al B.166 Flensburg el 29 de mayo.
Finalmente, el Escuadrón se disolvió en este sitio el 26 de agosto de 1945.
Una acción memorable que realizó el Escuadrón en 1944: "El 10 de septiembre el escuadrón estuvo a cargo de cuatro misiones. A las 3:20 p.m., el comandante y líder del escuadrón, Beirnes, dirigió nueve Typhoons al área metropolitana de Turnhout-Venlo-Eindhoven para ametrallar cuatro trenes de 10 a 20 vagones cada uno. Todas las locomotoras fueron destruidas. Los pilotos aterrizaron a las 4:30 p.m. y despegó una vez más a las 7:30 p.m., pero en esta oportunidad lo hicieron con bombas de 500 libras para hacerlas estallar en Hoedekenskerke. Todas las bombas impactaron en sus objetivos que incluían tanto barcos como muelles. Uno de los barcos, que aparentemente transportaba municiones de las fuerzas enemigas, explotó dramáticamente. Un segundo bote quedó en llamas".
Durante los dieciséis meses de servicio de combate en primera línea que ocurrieron desde marzo de 1944 hasta mayo de 1945, el Escuadrón 438 realizó 4022 salidas. En ellas arrojó 2070 toneladas de bombas; se le atribuyen 430 cortes de ferrocarril; destruyó 184 vehículos y dañó 169; dejó 12 tanques destruidos y 3 dañados, además de destruir 5 locomotoras y dejar 73 dañadas con 101 vagones destruidos y más de 532 dañados. El escuadrón también hundió una barcaza hundida y danó más de 38 y destruyó 5 puentes. No obstante, el costo de estos éxitos fue elevado ya que durante el mismo período, el Escuadrón perdió 38 aviones y 31 pilotos, de los cuales 17 murieron, 5 desaparecieron, 6 fueron capturados por el enemigo después de haber abandonado su avión y solamente otros 3 lograron escapar de la captura.

### La conexión de Disney
El 10 de febrero de 1944, el piloto del Escuadrón 438 y veterano de Alaska, el Teniente de Vuelo Ross Reid DFC, le escribió una carta a Walt Disney. Su intención fue pedirle que diseñara un emblema para el escuadrón que pudiera utilizar como decoración para sus aviones. Su idea surgió a partir de que, mientras servía en la isla Annette, Alaska, junto a sus colegas estadounidenses de la USAAF, Reid notó que muchos de los aviones militares estadounidenses estaban adornados con llamativos diseños artísticos.
Reid recibió una carta de Disney Studios fechada el 30 de marzo de 1944 que contenía el diseño que fue inmediatamente adoptado y pintado en las capotas de los Typhoons del Escuadrón con la adición de una hoja de arce como fondo. Cuando por fin terminó la guerra, en Flensburg, Alemania, y mientras se encontraban a la espera de se repatriados, los miembros del escuadrón le pidieron un broche a un joyero local que fuera basado en el modelo que había hecho Disney.
En 1981 el popular diseño de Disney fue elegido para adornar los uniformes de los aviones y del personal del Escuadrón, luego de pasar por una serie de insignias que se usaron durante décadas. Un panel de la nariz del CH-146 Griffon también lleva el emblema original de 1944, pero este sólo se usa en ocasiones especiales.

## La posguerra

### Reactivación en auxiliares
El Escuadrón 438 fue reactivado en Montreal, Quebec, el 15 de abril de 1946 como una unidad auxiliar de reserva. Operaron nuevamente desde su antiguo cuartel en St-Hubert y fueron equipados con aviones de entrenamiento Harvard.
Su tarea principal fue mantener las calificaciones de vuelo de los pilotos recién repatriados y capacitar al personal nuevo. La población del área metropolitana de Montreal trajo consigo una gran cantidad de potenciales nuevos reclutas; así como también un gran número de veteranos de combate se acercaron a los entrenamientos ya que deseaban permanecer sirviendo en tiempo parcial. El nuevo comandante del escuadrón fue el comandante de ala Claude Hébert DFC quien logró traer muchos veteranos de la Segunda Guerra Mundial para llenar las filas disponibles.
Como resultado, al igual que algunos otros escuadrones auxiliares que habían sido reactivados recientemente, un gran porcentaje de los primeros pilotos de la posguerra se encontraban entre los miembros de la RCAF que habían obtenido más condecoraciones en tiempos de guerra.
El nuevo código que identificó a los aviones del escuadrón fue el "BQ".

### La edad del jet
El 1 de abril de 1947 el Escuadrón 438 regresó a su designación de guerra como Escuadrón 438 de Caza. Los Wildcats se convirtieron en una de las primeras unidades en entrar en funcionamiento con aviones de combate cuando en abril de 1948 comenzaron a operar con el Havilland Vampire de diseño británico. En 1949 los Wildcats del Escuadrón 438, junto con sus colegas del Escuadrón de Caza 401 que también usaban los Vampires, participaron en la OP METROPOLIS, una serie ejercicios aéreos a gran escala en conjunto a la USAF, donde los dos escuadrones de aviones de combate canadiense tuvieron la asistencia del Escuadrón de Radar móvil 1 también de la RFAC. Los ejercicios se trataban en que los canadienses tenían que defender el área metropolitana de Nueva York contra las formaciones de bombarderos formadas por escuadrones estadounidenses de bombarderos B-26.
El 1 de mayo de 1950, la designación de escuadrón se cambió nuevamente, esta vez para incluir el nombre "Ciudad de Montreal" convirtiéndose en el Escuadrón 438 de Caza "Ciudad de Montreal". Esto fue en reconocimiento al patrocinio de parte de la ciudad hacia los Wildcats durante los tiempos de guerra. El escuadrón también recibió las llaves de la ciudad de Montreal el 1 de octubre de 1950 durante un desfile en los Campos de Marte.
En 1954 el escuadrón fue dotado con el Canadair CT-133 Silver Star, el cual era jet de entrenamiento más moderno de la época. Estos jets vinieron a sustituir a los Vampires. Los "T-birds", como los llamaba comúnmente el personal de la RCAF, se conservaron hasta septiembre de 1958 y se utilizaron para entrenar a nuevos pilotos que querían manejar jets. En su mayoría, los nuevos pilotos quería volar el North American F-86 Sabre que llegó al Escuadrón desde octubre de 1956. Los Wildcats volaron sobre cazadores hasta noviembre de 1958, cuando el papel de las unidades auxiliares se revisó nuevamente y se modificó en gran medida.

### Transporte utilitario ligero
El 1 de noviembre de 1958, el Escuadrón 438 perdió su denominación de "caza" y se llamó simplemente Escuadrón 438. Debido al aumento del costo de las armas modernas, la complejidad de su mantenimiento, los avances técnicos y la nueva doctrina de defensa aérea, a los escuadrones auxiliares se les asignó roles de apoyo secundarios. A partir de entonces, al Escuadrón 438 se le equipó con el Beechcraft Expeditor MK III. Sus tareas fueron relegadas únicamente al transporte comercial ligero. La mayoría de los pilotos de combate abandonaron el servicio en protesta ya que no estaban de acuerdo con la relegación. Esto transformó al escuadrón en una unidad de reserva que contaba con una combinación de tripulación aérea y personal en tierra; en su mayoría de aerolíneas civiles y la industria de la aviación local.
El 5 de mayo de 1961, la unidad recibió el estandarte de escuadrón por sus 25 años de servicio. La entrega del estandarte estuvo a cargo del representante de la Reina, el Honorable Gaspard Fauteux, quien era el Teniente Gobernador de Quebec. Este acontecimiento estuvo marcado por un desfile solemne en la rampa de la base aérea de St-Hubert.
A partir de septiembre de 1960, los Expeditors compartieron la carga con los robustos Havilland Canada DHC-3 Otter de diseño completamente canadiense. Cabe destacar que este se convertiría luego en el último tipo de avión asignado a los Wildcats.
Gracias a ello, se agregó búsqueda y rescate a las funciones del escuadrón, ya que con esta nueva plataforma lenta pero estable se podía operar desde pistas improvisadas y cuerpos de agua cuando estuviera equipada con flotadores. Los Expeditor, por otra parte, permanecieron con el Escuadrón hasta marzo de 1964.
El 1 de febrero de 1968 el escuadrón se integró en las nuevas Fuerzas Armadas Canadienses que habían sido unificadas, once meses después, el 1 de enero de 1969 fueron rebautizados como Escuadrón 438 de la reserva aérea.
El escuadrón estuvo involucrado en las operaciones aéreas y de seguridad del espacio aéreo del área metropolitana de Montreal durante los Juegos Olímpicos de Verano de 1976. El centro de operaciones se ubicó esta vez en el hangar principal bajo el mando del Coronel Al Gamble, quien había sido ex comandante del Escuadrón 438. Adicionalmente, el personal del escuadrón también dio servicio a aviones de combate y helicópteros que participaban en estas operaciones.

### Helicóptero de observación ligero
El papel del Escuadrón 438 cambió radicalmente con el primer helicóptero de observación ligero CH-136 Kiowa que llegó en enero de 1981. El último Otter fue retirado en febrero y a partir de entonces, el escuadrón recibió 5 Kiowas adicionales. Este número aumentó a a 13 en 1991 gracias a la redistribución de los equipos del Escuadrón 444 que fue desactivado en Alemania.
Como la función de los helicópteros tácticos es trabajar en estrecha colaboración con el Ejército, el Escuadrón comenzó a realizar operaciones de apoyo a las Fuerzas Terrestres. Debido a esto, se entrenó regularmente con ellos en ejercicios de brigada y divisiones específicas como las populares "Render-Vouz" y "Noble Lion".
Además de eso, el escuadrón estuvo al mando operativo del cuartel general del 10mo Grupo Aéreo, lo que les permitió llegar al nivel de las fuerzas regulares de muchos escuadrones. De esta manera, los reservistas del 438 pudieron brindar mejor apoyo operativo. A partir de entonces los Wild Cats se desplegaron en países como Egipto, Honduras y Haití como refuerzos a las unidades de la Fuerza Regular. Estas oportunidades de trabajar a tiempo completo en el país y en el extranjero durante períodos predeterminados han crecido exponencialmente durante los próximos años.
El 1 de abril de 1993, la unidad se renombró como Escuadrón 438 de helicópteros tácticos, esto significó que la unidad debía ser móvil y operar lejos de la base. De esta manera, llegó una flota de vehículos especializados con los que todo el personal tuvo que familiarizarse.

## Historia reciente

### La llegada del Griffon
En 1995 llegó un nuevo avión al escuadrón 438, el CH-146 Griffon que tenía mayores capacidades que todos los anteriores. Las tripulaciones y los técnicos superiores del Escuadrón fueron enviados a la Bell Helicopters Academy en Fort Worth, Texas para obtener las credenciales de manejo de este helicóptero. Los Wildcats recibieron sus nueve dispositivos durante los meses de verano. Durante 1996 ocurrieron más cambios. El primer Escuadrón de apoyo para la aviación táctica, que era una unidad de mantenimiento aéreo ubicada también en St-Hubert, fue absorbida por el Escuadrón 438, así como también le ocurrió al Escuadrón 401 que había sido la unidad de entrenamiento operativa del CH-136 Kiowa. Aunque oficialmente se disolvió el 1 de enero de 1998, el Escuadrón 401 se mantuvo activo ya que dentro de ellos estaba la Escuadra de Entrenamiento Técnico. Esta escuadra constituía la 3ª Unidad de Entrenamiento Técnico que se había trasladado a St. Hubert desde la CFB Bagotville el año anterior. Esta escuela técnica ubicada actualmente dentro de la Escuela Nacional de Aerotécnica (ÉNA), también ubicada en el aeródromo de St-Hubert, ofrece formación técnica relacionada con el Griffon para técnicos, jefes de mantenimiento e ingenieros de vuelo. Además cuenta con tres CH-146 para formación práctica.
Todas estas fusiones de unidades cambiaron la estructura interna del Escuadrón. Ahora estaban compuesto por casi la misma cantidad de miembros de la Fuerza Regular como de Reservistas. Por último, el 10mo Grupo Aéreo Táctico también se disolvió y todos los Escuadrones de Helicópteros Tácticos quedaron bajo el mando de la sede central de la 1ª Ala en el cuartel de CFB Kingston.

### Operaciones
A partir de 1995, el Escuadrón 438 fue llamado para participar activamente en muchas operaciones nacionales e internacionales ya que desde entonces contaban con personal de tiempo completo, no solo en refuerzos, sino ahora también como una unidad. Entre las operaciones que prestaron apoyo se encuentran: apoyo a las agencias de control de drogas en el Ártico canadiense desde la Estación de las Fuerzas Armadas de Alert, Nunavut; apoyo durante la tormenta de hielo de 1998; apoyo de inundaciones o incendios forestales en Columbia Británica, Manitoba, Ontario, Quebec y las Provincias Marítimas; apoyo a la visita real a Canadá en 2002; apoyo en la cumbre del G8 en Alberta. Además de eso participaron activamente en programas de búsqueda y rescate tanto en Quebec como en Ontario, así como en otras misiones en apoyo de la población canadiense.
En 1997 participaron en misiones de apoyo en Haití. Mientras que en 1998 llegaron a Bosnia y Herzegovina junto al Escuadrón táctico helicópteros 430. Allí permanecieron entre Bosnia y Kosovo hasta finales de 2001.
En 2002 con la llegada del CU-161 Sperwer el primer avión no tripulado del escuadrón, el personal superior se fue a capacitar en Francia.

### Afganistán
Los Wildcats lideraron 2 rotaciones en Afganistán y apoyaron a otros escuadrones con su personal calificado. En enero de 2009, los CH-146 Griffons y CH-147 Chinooks de la RCAF comenzaron a operar operativamente sobre Afganistán en apoyo de las tropas terrestres. Aunque no operaron como una Escuadrón específico para Griffons en este conflicto, el Escuadrón 438 proporcionó refuerzos de tripulación aérea, oficiales de operaciones, técnicos y personal de logística a lo largo de las operaciones de tres plataformas aéreas. De hecho, los Wildcats estuvieron en la palestra en 16 de las 17 rotaciones enviadas a Kabul y Kandahar en Afganistán entre 2003 y 2011.
En diciembre de 2008, la escuadra de mantenimiento de vuelos del 438 preparó los doce Griffon elegidos para las operaciones en Afganistán hasta cargarlos en el CC-177 de la Real Fuerza Aérea Canadiense. También fueron responsables de más 60 inspecciones complejas que fueron requeridas a lo largo de los años para mantener los CH-146 a punto. Muchos de los reservistas de la unidad incluso dejaron sus trabajos civiles y aceptaron un empleo temporal a tiempo completo durante este tiempo para garantizar que la unidad cumpliera con este mandato. Durante esta época, el escuadrón pudo cumplir todos sus plazos de entrega tanto en el extranjero como en Canadá. El final de las operaciones en Afganistán finalmente llevó a todos los Wildcats a los cuarteles en St-Hubert en donde volvieron para prestar apoyo en control de drogas, reabastecimiento en el Ártico, desastres naturales, entre otros.

### Rescate ártico
El 25 de junio de 2013, dos Griffons del Escuadrón 438 que operaban en Eureka, Nunavut, como parte de la Operación Nevus, fueron desviados para participar en lo que se convertiría en una de las misiones de rescate más grandes de la historia del Ártico canadiense. Dos grupos, el primero formado por más de veinte turistas internacionales y sus guías, y el segundo grupo que estaba compuesto por once cazadores inuit, se encontraron a la deriva en un banco de hielo en Admiralty Cove, cerca de Arctic Bay, en la Isla de Baffin. Cuando se dieron cuenta del peligro en el que se encontraban, ambos grupos activaron independientemente sus balizas de rescate que incluían GPS.
El Centro de Coordinación de Rescate Conjunto de la RFAC en CFB Trenton, Ontario entró en acción enviando un Hércules CC-130 del Escuadrón 424 de Transporte y Rescate. Un helicóptero CH-149 Cormorán del Escuadrón 103 de Búsqueda y Rescate, Ala 9 ubicado en Gander, Terranova también despegó hacia el norte para apoyar en caso de que se requirieran capacidades de extracción con cabrestante. Siete horas después de la llamada inicial de ayuda, el Hércules apareció por encima del grupo y dejó caer tres balsas salvavidas cubiertas para 20 personas, equipo de supervivencia y teléfonos satelitales. La tripulación midió el tamaño de la isla de hielo que se estaba encogiendo y fragmentándose, pero lamentablemente las condiciones de vuelo era terribles. Había lluvia horizontal, aguanieve, niebla, nubes bajas y fuertes vientos que hacían imposible cualquier maniobra de rescate. Esto retrasó las operaciones, por lo que el helicóptero CH-149 Cormorant se desvió a Sanirajak (Hall Beach) y ambos CH-146 Griffon a Grise Fiord. Un día más tarde y tan pronto el clima se despejó lo suficiente, los Griffons alcanzaron ambos grupos y extrajeron a las 31 personas de manera segura. Esto al poder realizar varios vuelos sobre Arctic Bay. Gracias a este rescate, el Escuadrón 438 recibiría más tarde un elogio del Comandante del Comando Canadiense de Operaciones Conjuntas.

### Nuevos escuadrones
En 2015 La Escuadrilla de aviación táctica 403 de la CFB Gagetown le proporcionó capacitación al Escuadrón 438 en varios niveles de tácticas aéreas. Esto ayudó a para preparar a los futuros comandantes de vuelo y oficiales de operaciones para posiciones clave de vuelo o toma de decisiones durante los despliegues operativos. La parte académica de la formación se continuó por una fase de vuelo de campo en bases con grandes áreas de ejercicio. Por lo tanto, los Wildcats estuvieron perfeccionando regularmente sus habilidades tácticas.
El verano de 2016 el La Escuadrilla de evaluación y prueba de la Aviación del Ejército 403 se integró al Escuadrón 438. Se encargaron de realizar pruebas operativas y tácticas de los sistemas de helicópteros de equipos de apoyo terrestre y de aviación. Además ayudaron al proponer una doctrina y tácticas operativas. Estuvieron completamente involucrados en probar y mejorar los sistemas del CH-146 Griffon y el CH-147F Chinook. En mayo de 2018, la escuadrilla fue transferida al Escuadrón 434 y reactivado como una unidad de prueba y evaluación teniendo como cuartel general el CFB Trenton, Ontario.

### Misión de la OTAN en Irak
Durante el otoño de 2018, el Escuadrón lideró dos despliegues operativos consecutivos de 6 meses en Irak en forma de un Destacamento de Aviación Táctica (DAT). Para la operación pusieron a disposición tres Griffons CH-146 como parte de la Operación Impacto en apoyo de la nueva Misión de la OTAN en Irak dirigida por Canadá. Después del entrenamiento previo al despliegue, el equipo de avanzada de rotación inicial (Roto 0) llegó a su nueva base de operaciones a principios de noviembre en Camp Taji, al norte de Bagdad, seguido de cerca por el grupo principal a finales del mismo mes.
Debido a que la vía aérea era la forma más segura de transporte entre las múltiples áreas de entrenamiento, el Escuadrón 438 fue crucial en la misión. Meses después el Roto 1, que sucedió al Roto 0 a mediados de junio de 2019, se enfrentó al calor del verano en el desierto. Durante sus casi 13 meses en acción, los Wildcats transportaron a más de 3100 pasajeros y casi 10.000 kg de carga. Tras la partida de Irak, el Escuadrón Táctico de Helicópteros 408 tomó las riendas de la misión en diciembre, y el último Wildcat regresó al redil el 21 del mismo mes.

## Fanfarria del Escuadrón 438
Desde el principio, excepto durante los años de guerra, la música militar estuvo presente junto a las actividades de los Wildcats. La banda de música del Escuadrón pasó de ser un pequeño cuerpo de cornetas y tambores en la década de 1930 a una banda de música más diversa y completa en la década de 1950. Hoy en día, bajo el liderazgo del Teniente Coronel Stéphane St-Onge, el Escuadrón tiene un grupo de 35 músicos. A pesar de su condición de reservistas, los miembros de la Squadron Marching Band son todos músicos profesionales, muchos de los cuales tienen logros académicos notables en sus campos.
El Squadron Marching Band ha ofrecido a lo largo de los años innumerables conciertos y también han actuado en eventos de los medios de comunicación canadiense incluyendo inauguraciones televisadas de partidos de fútbol profesional o hockey. Ellos también estuvieron en la ceremonia de inauguración oficial del nuevo Puente Samuel de Champlain en Montreal en 2019 (foto abajo).

## Oficiales al mando

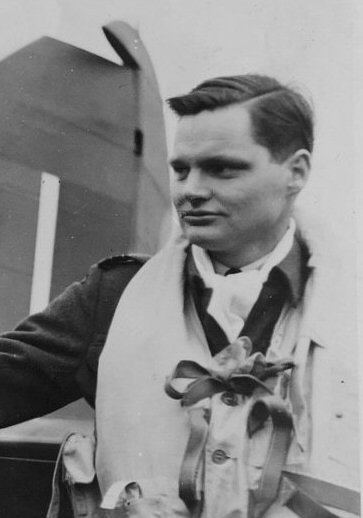
Líder interino de escuadrón Peter Wilson. Comandante del Escuadrón 438 muerto en acción el 1 de enero de 1945

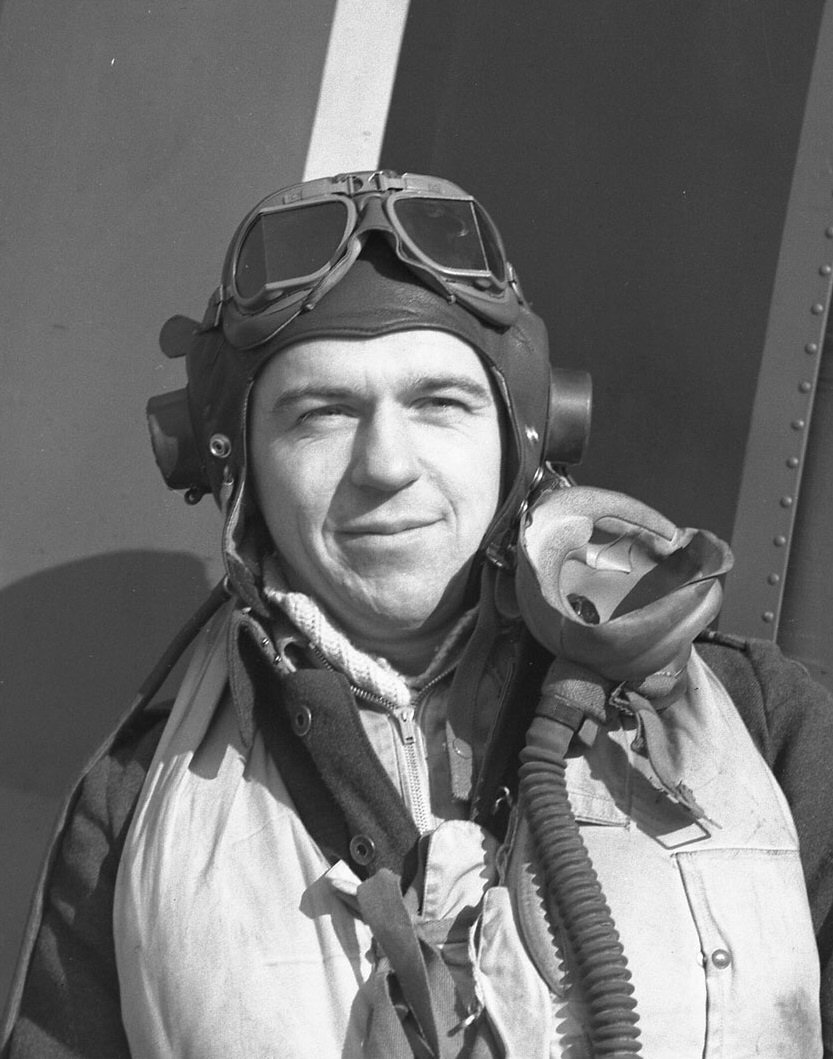
Líder de escuadrón James Easson Hogg, DFC. Comandante del Escuadrón 438 muerto en accidente de entrenamiento el 23 de marzo de 1945

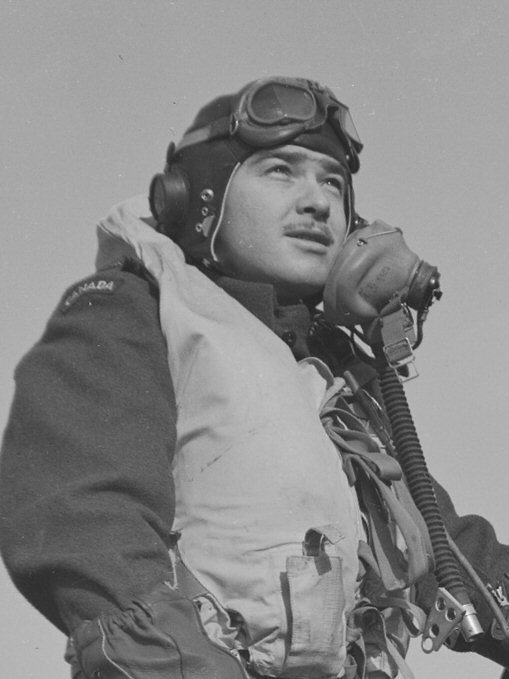
Líder de escuadrón Jack Rife Beirnes, DFC y Staple. Comandante del Escuadrón 438 muerto en un vuelo accidentado el ^{1 de} junio de 1945

- Líder de escuadrón Marcel C. Dubuc (12 de mayo de 1936 - 31 de agosto de 1939)
- Líder de escuadrón Adelard Raymond, CBE (1 de septiembre de 1939-29 de julio de 1940)
- Teniente de vuelo Guy Vadeboncoeur (30 de julio de 1940 - 27 de septiembre de 1940)
- Teniente de vuelo Eric Walter Beardmore (13 de diciembre de 1940 - 4 de abril de 1941)
- Comandante de ala Ernest Archibald McNab OBE, DFC (5 de abril de 1941-22 de julio de 1941)
- Líder de escuadrón Hartland de Montarville Molson, OC, OBE, QC (23 de julio de 1941-14 de junio de 1942)
- Líder de escuadrón Arthur McLeod Yuile (15 de junio de 1942-27 de febrero de 1943)
- Líder de escuadrón Frank George Grant, DSO, DFC, Croix de Guerre (Francia), Aviator's Cross (Países Bajos) (28 de febrero de 1943-28 de julio de 1944)
- Líder de escuadrón Jack Rife Beirnes, DFC & Agrafe (29 de julio de 1944-13 de octubre de 1944)
- Líder de escuadrón Ross Frederick Reid, DFC (14 de octubre de 1944-30 de diciembre de 1944)
- Líder interino de escuadrón Peter Wilson (31 de diciembre de 1944-1 de enero de 1945)
- Líder de escuadrón Ross Frederick Reid, DFC (1 al 19 de enero de 1945)
- Líder de escuadrón James Easson Hogg, DFC (20 de enero de 1945-23 de marzo de 1945)
- Teniente de vuelo Robert Edward Spooner, DFC (23 de marzo de 1945-5 de abril de 1945)
- Líder de escuadrón Jack Rife Beirnes, DFC & Agrafe (6 de abril de 1945-1 de junio de 1945)
- Líder de escuadrón Paul Bissky (4 de junio de 1945-26 de agosto de 1945)
- Comandante de ala Claude Hebert, DFC (15 de abril de 1946-14 de mayo de 1950)
- Comandante de ala André René Morrissette, AFC (15 de mayo de 1950 - 14 de febrero de 1952)
- Comandante de ala Guy Valois (15 de febrero de 1952-14 de febrero de 1955)
- Comandante de ala Al Gauthier, CD (15 de febrero de 1955-14 de noviembre de 1960)
- Comandante de ala Laurent Gagne, CD (15 de noviembre de 1960 - 31 de octubre de 1963)
- Comandante de ala James Fischer, CD (1 de noviembre de 1963-30 de agosto de 1967)
- Wing commander Al Gamble, CD (31 de agosto de 1967 - 31 de enero de 1968)
- Teniente coronel John Perodeau, CD (1968-1973)
- Teniente Coronel Herb Laviolette, CD (1973-1974)
- Teniente coronel Gerry McDougall, CD (1974-1977)
- Teniente coronel Peter Carver, CD (1977-1979)
- Teniente Coronel Jean Cadorel, CD (1979 - 6 de diciembre de 1981)
- Teniente Coronel Ed McKeogh, CD (6 de diciembre de 1981 - 1 de octubre de 1983)
- Teniente Coronel Pierre Beauchamp, CD (1 de octubre de 1983-19 de enero de 1986)
- Teniente Coronel John Guimond, CD (19 de enero de 1986 - 31 de marzo de 1990)
- Teniente Coronel Henri Cardinal, CD (31 de marzo de 1990 - 13 de junio de 1993)
- Teniente Coronel Gilles Trépanier, CD (13 de junio de 1993 - 23 de abril de 1994)
- Mayor Daniel Poirier, CD (3 de abril de 1994 - 22 de junio de 1996)
- Teniente Coronel Jean-Marc Hivon, CD (22 de junio de 1996 - 20 de marzo de 1999)
- Teniente Coronel Jean Egan, CD (20 de marzo de 1999 - 18 de agosto de 2001)
- Teniente Coronel Michel Desgroseillers, CD (18 de agosto de 2001 - 27 de agosto de 2005)
- Teniente Coronel Luc Martineau, CD (27 de agosto de 2005-14 de agosto de 2010)
- Teniente Coronel René Therrien, CD (14 de agosto de 2010 - 15 de junio de 2012)
- Teniente Coronel Pierre Barma, CD (15 de junio de 2012 - 27 de junio de 2014)
- Teniente Coronel Gilbert L. McCauley, MSM, CD (27 de junio de 2014-23 de junio de 2016)
- Teniente Coronel Martin Pesant, CD (23 de junio de 2016 - 24 de mayo de 2018)
- Teniente Coronel Martin Houle, CD, (24 de mayo de 2018 - 7 de julio de 2020)
- Teniente Coronel Stéphane St Onge, CD, (7 de julio de 2020 - 29 de junio de 2023)
- Teniente Coronel Dominique Bertrand, CD, (29 de junio de 2023 - 4 de julio de 2025)
- Teniente Coronel Guillaume Mallet, CD, (4 de julio de 2025 a la fecha)

## Aeronaves del Escuadrón
- de Havilland DH.60 Moth (mayo de 1936 - septiembre de 1939)
- Blackburn Shark (octubre de 1939-septiembre de 1940)
- Atlas de Armstrong Whitworth (octubre de 1939-septiembre de 1940)
- Westland Lysander (octubre de 1939-septiembre de 1940)
- Westland Wapiti (octubre de 1939-enero de 1940)
- Grumman Goblin (diciembre de 1940-noviembre de 1941)
- Curtiss Kittyhawk Mk.I (diciembre de 1941 a octubre de 1943)
- Hawker Hurricane Mk.IV (noviembre de 1941 a abril de 1942 y de noviembre de 1943 a mayo de 1944)
- Hawker Typhoon Mk.Ib (enero de 1944-agosto de 1945)
- Harvard norteamericana (noviembre de 1946-marzo de 1948)
- de Havilland Vampire (abril de 1948-septiembre de 1954)
- Canadair CT-133 Silver Star (noviembre de 1954-septiembre de 1958)
- Canadair Sabre (octubre de 1956 a noviembre de 1958)
- Beechcraft Expeditor (noviembre de 1958-marzo de 1964)
- Nutria CSR-123 (septiembre de 1960-1981)
- CH-136 Kiowa (1981-1995)
- CH-146 Griffon (1995 al presente)
- Sagem CU-161 Sperwer (2002-2009)

## Fuente
(fr) Este artículo está parcial o totalmente tomado del artículo de Wikipedia en francés titulado 438e Escadron tactique d'hélicoptères que a su vez se tradujo del artículo la Wikipedia en inglés 438 Tactical Helicopter Squadron
- Datos: Q2816809
- Multimedia: 438 Squadron RCAF / Q2816809